# Recurvidris nigrans

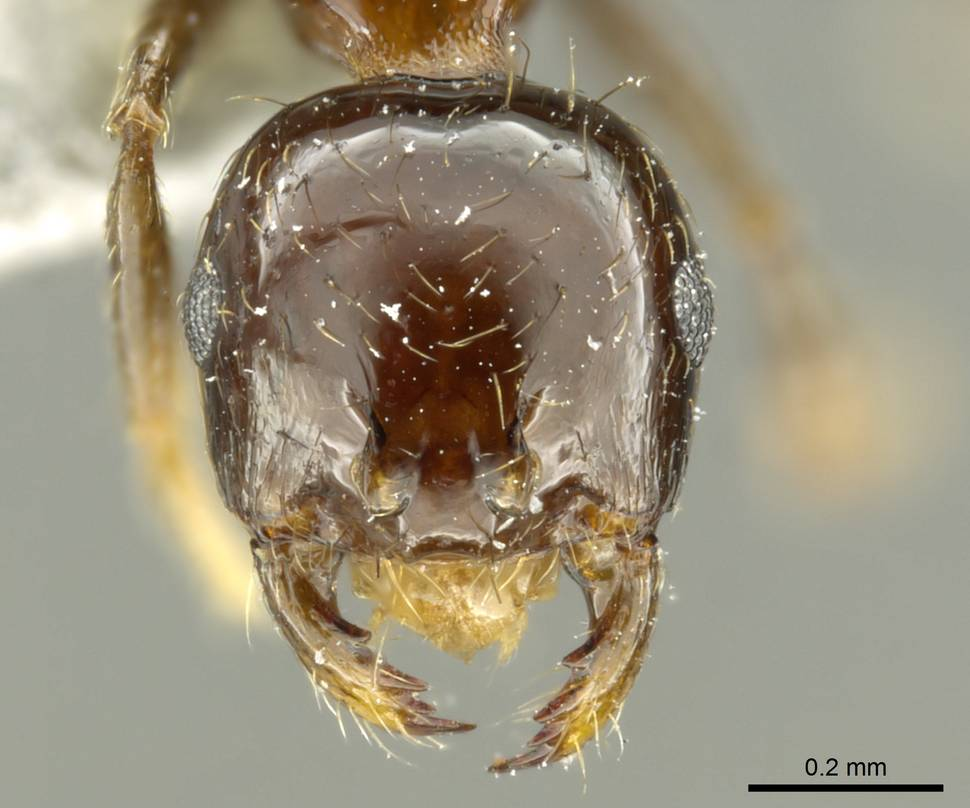
Рабочий Recurvidris nigrans

Recurvidris nigrans (лат.) — вид мелких муравьёв рода Recurvidris из подсемейства мирмицины. Эндемики Юго-Восточной Азии.

## Распространение
Юго-Восточная Азия: Филиппины (Negros Oriental).

## Описание
Муравьи мелкого размера (около 3 мм), черновато-коричневого цвета. Ширина головы 0,61 — 0,65 мм (длина головы 0,61 — 0,64 мм), длина скапуса усика 0,56 — 0,59 мм. Усики 11-члениковые, булава 3-члениковая. Жвалы треугольные, с 4-5 зубцами. Нижнечелюстные щупики 4-члениковые, нижнегубные щупики состоят из 3 сегментов. Усиковые бороздки и лобные валики отсутствуют. Грудка тонкая и длинная. Заднегрудка с двумя очень длинными проподеальными шипиками, загнутыми вверх и вперёд. Стебелёк между грудкой и брюшком состоит из двух члеников: петиолюса и постпетиолюса (последний четко отделен от брюшка), жало развито, куколки голые (без кокона).
Таксон был впервые описан по личинкам в 2008 году австрийским мирмекологом Хербертом Зеттелем (Dr. Herbert Zettel, Natural History Museum, International Research Institute of Entomology, Вена, Австрия).